# Municipio de Cypress (condado de Phillips)
El municipio de Cypress (en inglés: Cypress Township) es un municipio ubicado en el condado de Phillips en el estado estadounidense de Arkansas. En el año 2010 tenía una población de 152 habitantes y una densidad poblacional de 3,68 personas por km².

## Geografía
El municipio de Cypress se encuentra ubicado en las coordenadas 34°28′35″N 91°1′8″O / 34.47639, -91.01889. Según la Oficina del Censo de los Estados Unidos, el municipio tiene una superficie total de 41.28 km², de la cual 41,28 km² corresponden a tierra firme y (0 %) 0 km² es agua.

## Demografía
Según el censo de 2010, había 152 personas residiendo en el municipio de Cypress. La densidad de población era de 3,68 hab./km². De los 152 habitantes, el municipio de Cypress estaba compuesto por el 62,5 % blancos, el 36,18 % eran afroamericanos y el 1,32 % eran de una mezcla de razas. Del total de la población el 0,66 % eran hispanos o latinos de cualquier raza.